# James Robertson, Baron Robertson
James Patrick Bannerman Robertson, Baron Robertson PC QC (* 10. August 1845; † 2. Februar 1909) war ein schottisch-britischer Politiker der Conservative Party und Jurist, der einige Jahre Abgeordneter im House of Commons sowie zuletzt als Lord of Appeal in Ordinary aufgrund des Appellate Jurisdiction Act 1876 als Life Peer auch Mitglied des House of Lords war.

## Leben

### Rechtsanwalt und Lord Advocate
Robertson, Sohn eines Geistlichen, absolvierte nach dem Schulbesuch ein Studium der Rechtswissenschaften an der University of Edinburgh, an der er 1864 einen Master of Arts (M.A.) erwarb, und erhielt 1867 seine anwaltliche Zulassung bei der schottischen Rechtsanwaltskammer (Scots Bar). Anschließend nahm er eine Tätigkeit als Rechtsanwalt (Advocate) auf und wurde für seine anwaltlichen Verdienste 1885 zum Kronanwalt (Queen’s Counsel) ernannt.
Am 24. November 1885 wurde Robertson als Kandidat der konservativen Tories zum Abgeordneten in das House of Commons gewählt und vertrat in diesem bis zum 8. Oktober 1891 den Wahlkreis Buteshire. Während dieser Zeit war er zunächst zwischen 1885 und 1886 sowie erneut von 1886 bis 1888 Solicitor General von Schottland, ehe er im Oktober 1888 als Nachfolger von John Macdonald als Lord Advocate Generalstaatsanwalt von Schottland wurde. Dieses Amt bekleidete er bis zu seiner Ablösung durch Charles Pearson, Lord Pearson, im Oktober 1891. Zugleich wurde er 1888 zum Privy Councillor berufen.

### Lord Justice General, Lordrichter und Oberhausmitglied
1891 wurde Robertson Nachfolger von John Inglis, Lord Glencorse, Präsident des Obersten Zivilgerichts von Schottland (Lord President of the Court of Session) und als solcher gleichzeitig Lord Justice General und damit Präsident des Obersten Strafgerichts (High Court of Justiciary). Diese Ämter bekleidete er bis 1899. Er wurde von John Balfour, 1. Baron Kinross, abgelöst. Während dieser Zeit war er zudem von 1893 bis 1896 Rektor der University of Edinburgh und damit Nachfolger von George Joachim Goschen. Ihm folgte 1896 Alexander Bruce, 6. Lord Balfour of Burleigh, der damalige Schottland-Minister.
Zuletzt wurde Robertson durch ein Letters Patent vom 14. November 1899 aufgrund des Appellate Jurisdiction Act 1876 als Life Peer mit dem Titel Baron Robertson, of Forteviot in the County of Perth, zum Mitglied des House of Lords in den Adelsstand berufen. Bis zu seinem Tod 1909 wirkte er als Lordrichter (Lord of Appeal in Ordinary). In dieser Zeit fungierte er außerdem 1901 als Vorsitzender der Kommission für irische Hochschulbildung (Commission on Irish University Education).